# 2010-es Milánó–Sanremo-kerékpárverseny
A 2010-es Milánó–Sanremo-kerékpárverseny a 101. volt 1907 óta. 2010. március 20-án rendezték meg. A verseny része a 2010-es UCI-világranglistának. A naptár első egynapos klasszikusa volt. Elsőként a spanyol Óscar Freire haladt át a célvonalon; második a belga Tom Boonen, míg harmadik az olasz Alessandro Petacchi lett.

## Csapatok
A 17 ProTour csapat vett részt a versenyen. Szabadkártyát kapott még az Acqua & Sapone, az Androni Giocattoli, a Bbox Bouygues Telecom, a BMC Racing Team, a Carmiooro NGC, a Cervélo TestTeam, a Colnago-CSF Inox és az ISD-NERI.
ProTour csapatok:
 AG2R La Mondiale •   Astana •   Caisse d’Epargne •   Euskaltel–Euskadi •   Française des Jeux •   Garmin–Transitions •   Lampre–Farnese Vini •   Liquigas–Doimo •   Omega Pharma–Lotto •   Quick Step •   Rabobank •   Team HTC–Columbia •   Katyusa •   Team RadioShack •   Team Milram •   Team Saxo Bank •   Team Sky • 
Profi kontinentális csapatok:
 Acqua & Sapone •   Androni Giocattoli •   Bbox Bouygues Telecom •   BMC Racing Team •   Carmiooro NGC •   Cervélo TestTeam •   Colnago-CSF Inox •   ISD-NERI

## Végeredmény
|    | Versenyző                 | Csapat              | Idő     |
| -- | ------------------------- | ------------------- | ------- |
| 1  | Óscar Freire (ESP)        | Rabobank            | 6:57:28 |
| 2  | Tom Boonen (BEL)          | Quick Step          | a.i.    |
| 3  | Alessandro Petacchi (ITA) | Lampre–Farnese Vini | a.i.    |
| 4  | Sacha Modolo (ITA)        | Colnago-CSF Inox    | a.i.    |
| 5  | Daniele Bennati (ITA)     | Liquigas–Doimo      | a.i.    |
| 6  | Thor Hushovd (NOR)        | Cervélo TestTeam    | a.i.    |
| 7  | Francesco Ginanni (ITA)   | Androni Giocattoli  | a.i.    |
| 8  | Maxim Iglinsky (KAZ)      | Astana              | a.i.    |
| 9  | Philippe Gilbert (BEL)    | Omega Pharma–Lotto  | a.i.    |
| 10 | Luca Paolini (ITA)        | Astana              | a.i.    |

## Fordítás
Ez a szócikk részben vagy egészben  a(z)   2010 Milan – San Remo című angol Wikipédia-szócikk ezen változatának fordításán alapul.  Az eredeti cikk szerkesztőit annak laptörténete sorolja fel. Ez a jelzés csupán a megfogalmazás eredetét és a szerzői jogokat jelzi, nem szolgál a cikkben szereplő információk forrásmegjelöléseként.